# Lavant, Tyrolen
Lavant är en ort och kommun i distriktet Lienz i förbundslandet Tyrolen i Österrike.